# Graptophyllum excelsum
Graptophyllum excelsum là một loài thực vật có hoa trong họ Ô rô. Loài này được (F.Muell.) Druce mô tả khoa học đầu tiên năm 1916 publ. 1917.

## Hình ảnh

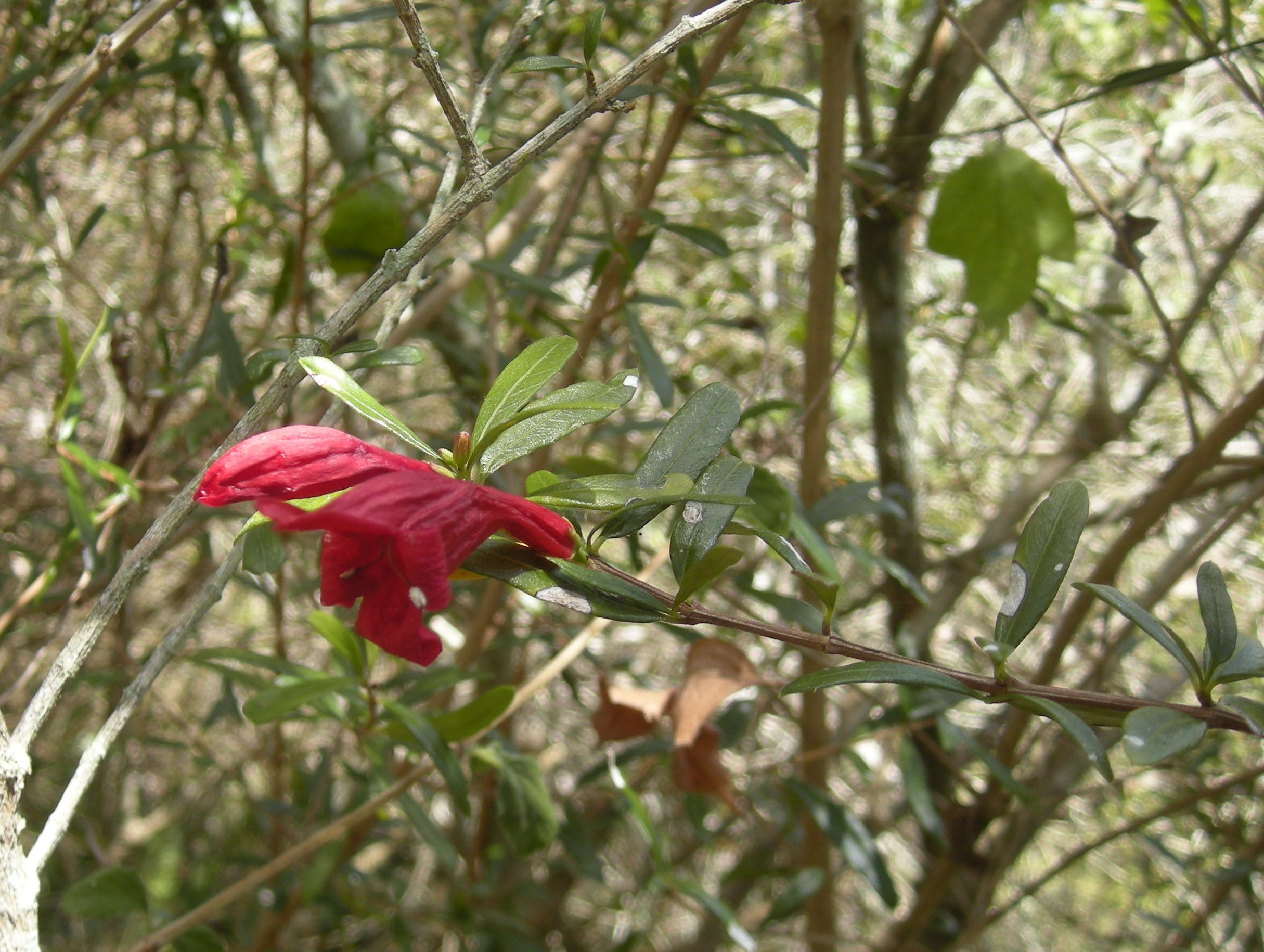